# 싸이언 안드로 원
싸이언 안드로 원(CYON Andro 1)는 LG전자가 2010년 3월 10일에 출시한 스마트폰이다. 대한민국에서 최초로 출시한 대한민국 스마트폰이다.

## CPU 동급 기종
- 모토로라 모토믹스
- htc 디자이어 팝

## 같이 보기
- LG 인터치 맥스